# Kim Cesarion
	Kim Leonel Niko Cesarion (művésznevén: Kim Cesarion; Stockholm, 1990. július 10. – ) svéd énekes, zeneszerző, zenész, producer, a Melodifestivalen résztvevője volt 2024-ben.

## Magánélete
Cesarion guadeloupe-i apától és görög/krétai–svéd felmenőkkel rendelkező anyától. Édesapja és nagybátyja is producerek voltak.

## Pályafutása
2011-ben Cesarion lemezszerződést kötött az Aristotracks-szel, miután találkozott Arnthor Birgissonnal és Linus Andreennel. Szerződést írt alá a Sony Music-kal Svédországban, az RCA-vel az Egyesült Királyságban, míg a Columbia Records pedig az Egyesült Államokban terjeszti a megjelenéseit.
Cesarion ismert a kontratenorjáról, amelyet a 2013. március 22-én megjelent Undressed című kislemezén is használ. A dal öt ország lejátszási listájában szerepelt a legjobb 10-ben. Második kislemeze, a Brains Out 2013. szeptember 6-án jelent meg. Cesarion az azonos című debütáló albumát Arnthor Birgissonnal, Gary Clarkkal és Lukasz Duchnowskival közösen írta, és 2014. június 6-án jelent meg.
2018-ban kiadta a Bleed című EP-t, amely tartalmazza az azonos című dalt, valamint a korábban megjelent Watert, a Call on Met és az Honestet is.
2020-ban Cesrion kiadott egy svéd nyelvű dalt Plåga mig címmel, amely egy közös projektje volt Theodor Arvidsson Kylinnel.
2023. december 1-jén jelentette be az SVT, hogy az énekes bejutott a versenydalával a Melodifestivalen következő évi mezőnyébe. A Take My Breath Away című versenydalát a február 17-én rendezendő harmadik elődöntőben adta elő Växjőben. A szavazás során 45 ponttal a hatodik, utolsó helyen végzett, így kiesett a versenyből.

## Diszkográfia

### Albumok
- Undressed (2014)

### EP-k
- Bleed (2018)

### Kislemezek
- Undressed (2013)
- Brains Out (2013)
- I Love This Life (2014)
- Therapy (2016)
- Call on Me (2018)
- Water (2018)
- Honest (2018)
- Bleed (2018)
- Show Me (2019, Molly Hammarral közösen)
- Plåga mig (2020)
- Take My Breath Away (2024)